# Annette Gigon

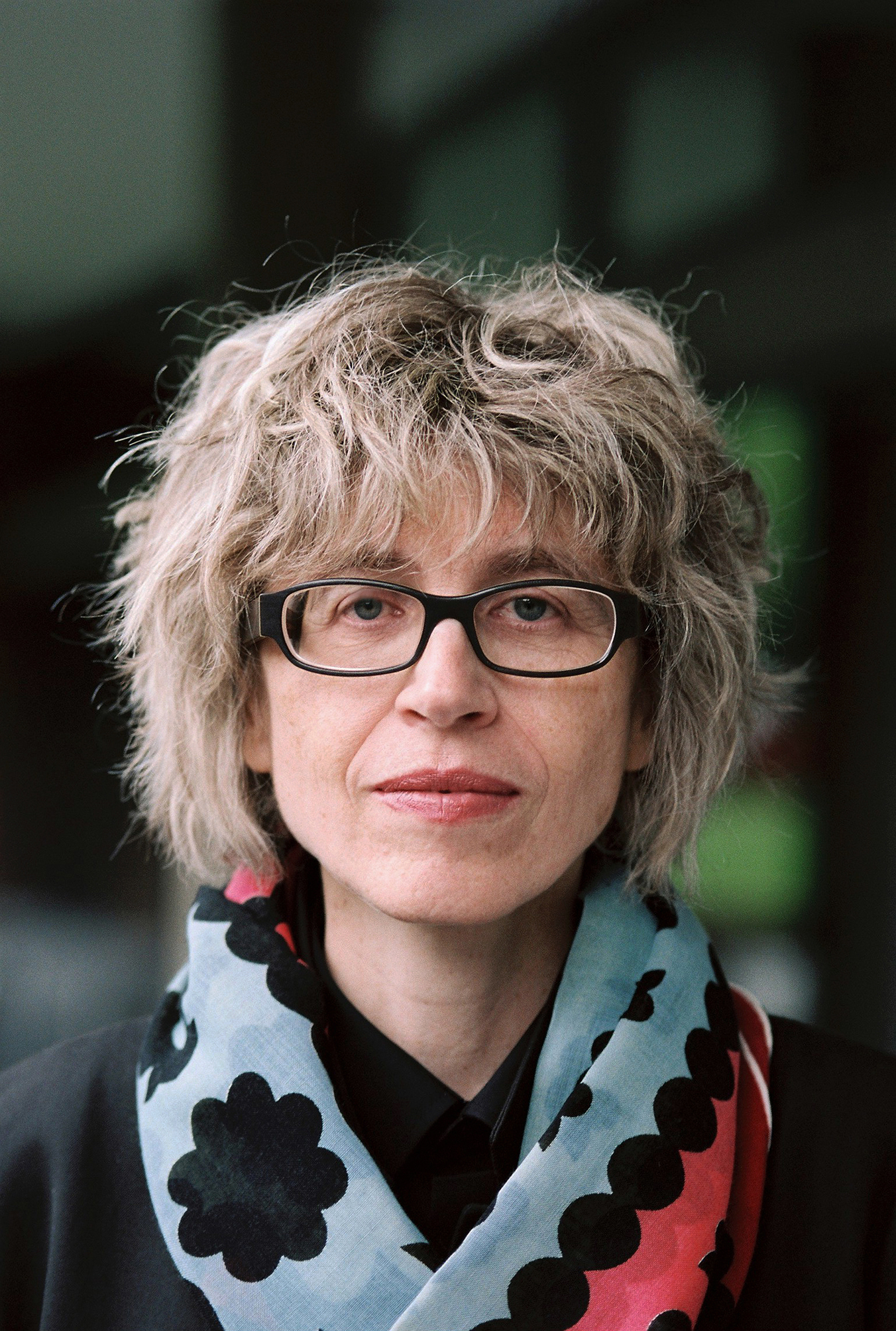
Annette Gigon (2021)

Annette Gigon (* 24. Mai 1959 in Herisau) ist eine Schweizer Architektin. Sie ist Mitbegründerin des  Architekturbüros Gigon/Guyer und hatte einen Lehrstuhl an der ETH Zürich inne. Ihre bekanntesten Werke sind Museumsbauten sowie der Zürcher Prime Tower.

## Werdegang
Annette Gigon schloss ihr Architekturstudium an der ETH 1984 ab. Anschliessend arbeitete sie bei Arcoop – Ueli Marbach und Rüegg Architekten in Zürich, bevor sie 1985 zu Herzog & de Meuron in Basel wechselte. Ab 1987 arbeitete Annette Gigon selbstständig, bevor sie 1989 gemeinsam mit Mike Guyer das Architekturbüro Gigon/Guyer gründete. 1996 war Gigon Jurorin der Akademie Schloß Solitude in Stuttgart und lud u. a. Markus Grob ein. Das Architekturbüro wurde bald international bekannt durch seine Museumbauten, etwa dem Kirchner Museum Davos oder dem Kunstmuseum Appenzell (ehemals Museum Liner Appenzell). Ihre bekanntesten Bauwerke sind neben dem  Prime Tower der Umbau des Löwenbräu-Areals, ebenfalls in Zürich.
Annette Gigon ist Mitglied des BSA und seit 2003 der Berliner Akademie der Künste. Gastdozenturen hatte sie 2001 bis 2002 an der EPF Lausanne und 2008 an der ETH Zürich. Von 2012 bis 2023 war sie ordentliche Professorin für Architektur und Konstruktion an der ETH Zürich. Sie ist verheiratet und lebt in Zürich.

## Werk (Auswahl)
Die Bauten von Annette Gigon und ihres Büros fanden internationalen Anklang und wurden mehrfach publiziert. Insbesondere im Museumsbau haben sich Gigon/Guyer mit Bauten wie dem Kunstmuseum Appenzell, der Erweiterung des Kunstmuseum Winterthur, dem Archäologischen Park Kalkriese oder dem Kirchner Museum in Davos internationale Reputation verschafft.

### Kirchner Museum

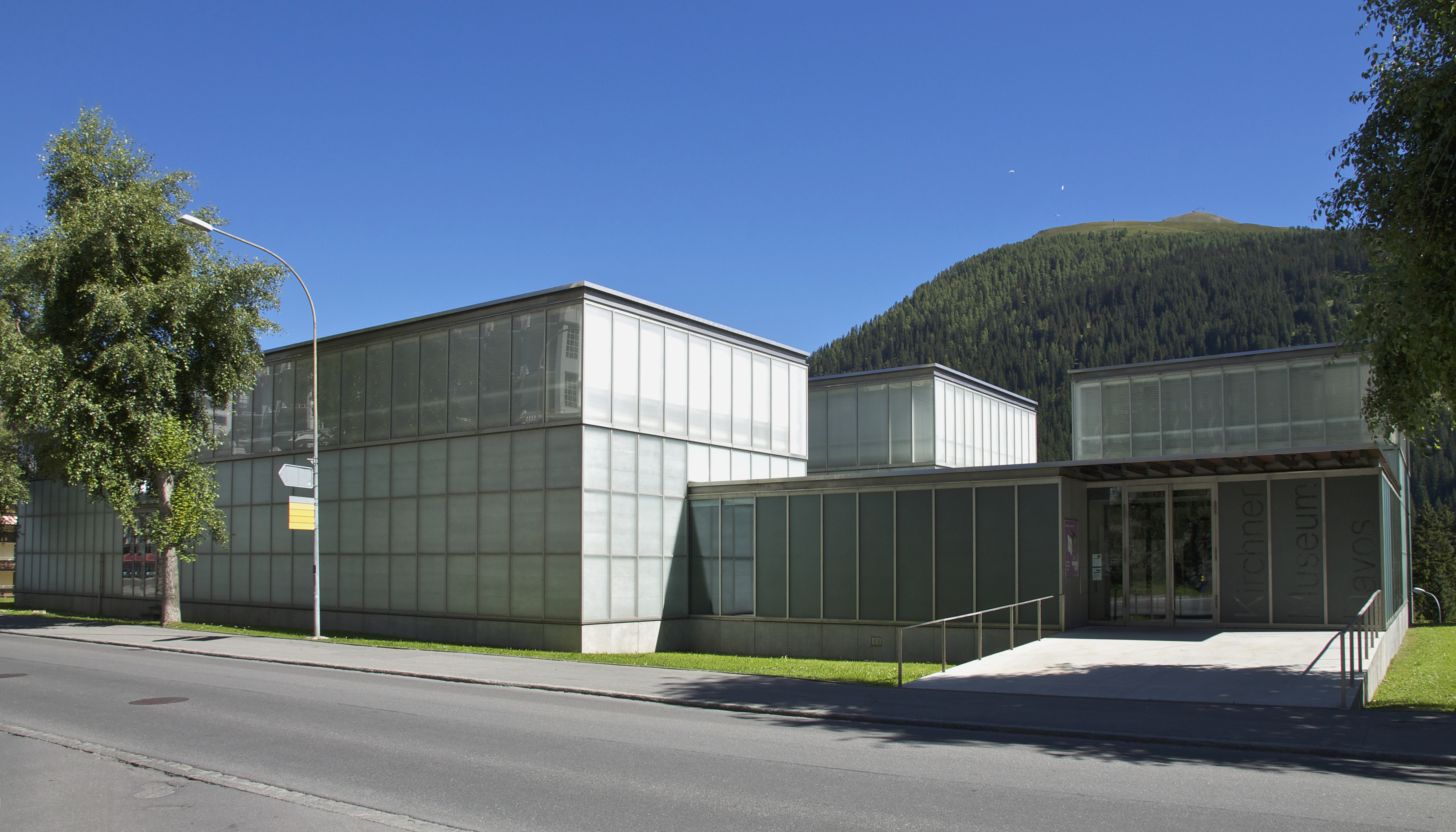
Das Kirchner Museum in Davos

Das Museumsgebäude wurde von Januar 1990 bis August 1992 in Davos realisiert. Das Kirchner Museum beherbergt das Werk des Expressionisten Ernst Ludwig Kirchner und war der erste grössere Auftrag des Büros. Das Museum wurde mit mehreren Preisen ausgezeichnet.

### Erweiterung Kunstmuseum Winterthur
Die Erweiterung des Kunstmuseums Winterthur wurde zwischen 1993 und 1995 realisiert. Mit diesem Werk sowie dem Kunstmuseum Appenzell, gelangte Annette Gigon ins Finale des Mies van der Rohe Award für Europäische Architektur der Europäischen Union.

### Prime Tower

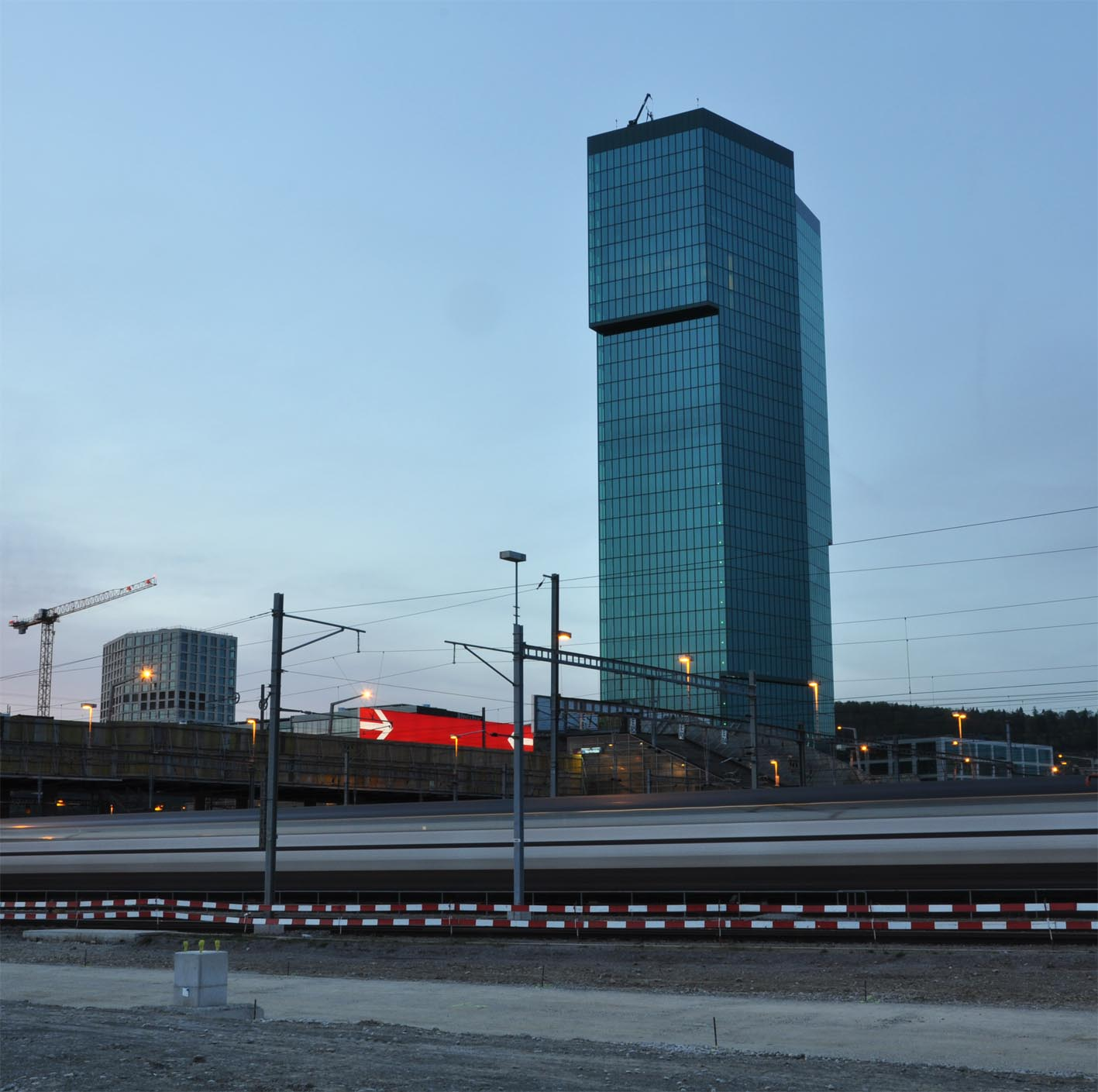
Baustelle Prime Tower, April 2011

Das ikonische Hochhaus in Zürich West war nach seiner Fertigstellung 2011 bis 2015 das höchste Gebäude der Schweiz. Die Planung des Prime Tower hatte bereits 2004 begonnen, die Bauarbeiten dauerten von 2008 bis im Dezember 2011.

### Weitere Werke (Auswahl)
- 2017–2022: Erweiterung Josef Albers Museum Quadrat in Bottrop: «Josef-Albers-Galerie»
- 2012–2020: Hotel und Bürogebäude – Greencity, Zürich[8]
- 2015–2018: Bürogebäude Claridenstrasse 35, Zürich
- 2013–2018: Bürohochhaus Andreasturm, Zürich-Oerlikon
- 2012–2017: Hotel Züri, Heinrichstrasse, Zürich
- 2008–2014: Fondazione Marguerite Arp, Locarno[9]
- 2007–2013: Haus Lagerstrasse, Bürogebäude, Europaallee 21, Zürich[10]
- 2004–2012/14: Löwenbräu-Areal – Kunstzentrum, Wohnhochhaus und Bürogebäude, Zürich
- 2009–2013: Würth Haus Rorschach, Verwaltungs- und Ausbildungszentrum mit Kongresssaal und Kunstmuseum «Forum Würth»[11]
- 2006–2011: Wohnhäuser Zollikerstrasse, Zürich
- 2004–2011: Prime Tower Bürohochhaus mit Annexbauten Cubus und Diagonal, Zürich
- 2005–2009: Verkehrshaus der Schweiz, Eingangsgebäude und Halle für Strassenverkehr, Luzern
- 2003–2007: Wohnüberbauung Brunnenhof, Zürich, Wohnungen für kinderreiche Familien
- 2001–2007: Umbau Kunstmuseum Basel und Bibliothek Laurenzbau
- 2002–2004: Kunst-Depot, Galerie Henze & Ketterer, Wichtrach
- 2002–2004: Anbau/Renovation einer historischen Villa, Kastanienbaum[12]
- 2001–2004: Donation Albers-Honegger «Espace de l'art concret» (EAC) in Mouans-Sartoux, Frankreich
- 1998–2002: Archäologisches Museum und Park Kalkriese in Osnabrück, Deutschland
- 1996–2002: Hörsaal Universität, Zürich
- 1996–1998: Museum Liner, Appenzell
- 1995–1998: Renovation und Anbau Sammlung Oskar Reinhart «Am Römerholz», Winterthur
- 1993–1995: Erweiterung Kunstmuseum, Winterthur
- 1992–1996: Sportzentrum Davos
- 1989–1992: Kirchner Museum, Davos

## Auszeichnungen
- Baupreis des Architektur Forum Zürcher Oberland
  - 2019 Mehrfamilienhaus in Küsnacht
  - 2016 Wohnüberbauung Zellweger-Areal, Uster
- Architektur Preis Kanton Zürich 2016 – Zellweger Park, Uster mit der Wohnüberbauung Zellweger-Areal
- Auszeichnung für gute Bauten der Stadt Zürich:
  - 2016 Bürohochhaus Prime Tower
  - 2005 Wohnüberbauung Pflegi-Areal in Zürich
  - 2001 Zwei Häuser in Zürich
- Tageslicht-Award 2012 für das Kirchner Museum Davos
- Auszeichnung guter Bauten der Stadt Wädenswil für die Wohnhäuser Park Grünenberg in Wädenswil, 2008
- BDA Preis Niedersachsen 2003, für das Museum und Park Kalkriese
- Fritz-Schumacher-Preis für beispielhafte Leistungen in der Architektur, 2002
- Weser-Ems-Preis für Architektur und Ingenieurbau 2001 für Museum und Park Kalkriese in Deutschland
- Alcopor-Preis für die Museumserweiterung Winterthur, 2000
- Auszeichnung Bauen in den Bergen, 1. Preis Sexten Kultur Italien für das Kirchner Museum Davos
- RIBA international Fellowship 2009
- Auszeichnung für gute Bauten Graubünden
  - 2001 Sportzentrum in Davos
  - 1995 für das Kirchner Museum Davos

## Ausstellungen (Auswahl)
- 2012: «Inflection of Common Ground in Several Cases», Beitrag von Gigon/Guyer für die 13. Internationale Architektur Biennale, Venedig
- 2012: «Annette Gigon / Mike Guyer», Haupthalle, Zentrum, ETH Zürich; Architektur Galerie Berlin
- 2005: «gebaut nicht gebaut», Architektur Forum Zürich
- 1993: «Werkstoff», Architekturgalerie Luzern

## Publikationen (Auswahl)
- Annette Gigon, Mike Guyer, Arend Kölsch (Hrsg.): Bürogebäude. gta Verlag ETH Zürich, 2019, ISBN 978-3-85676-396-1.
- Annette Gigon, Mike Guyer, Gregory Grämiger, Barbara Schlauri, Ulrike Traut (Hrsg.): Bibliotheksbauten. gta Verlag ETH Zürich, 2018, ISBN 978-3-85676-381-7.
- Annette Gigon, Mike Guyer, Felix Jerusalem (Hrsg.): Residential Towers. gta Verlag ETH Zürich, 2016, ISBN 978-3-85676-349-7.
- a+u 14:08 Architecture and Urbanism No. 527: Gigon/Guyer. Tokyo 08:2014
- Gigon-Guyer Architekten: Arbeiten 2001–2011. anlässlich der Ausstellung Annette Gigon, Mike Guyer an der ETH Zürich, Dezember 2011 – Januar 2012, Lars Müller Publishers, Baden 2012, ISBN 978-3-03778-257-6.
- El Croquis. Nr. 143: Annette Gigon / Mike Guyer 2001–2008. Madrid 2009.
- a+u Architecture and Urbanism. Special Issue November 2006, Gigon / Guyer – matter, colour, light and space. Tokyo 2006.
- Adrian Schiess (Fotos), Max Wechsler (Text), Heinz Wirz (Hrsg.), Maureen Oberli-Turner (Übersetzung): Farbräume, Zusammenarbeit mit den Architekten Herzog & de Meuron und Gigon/Guyer 1993–2003. Quart, Luzern 2004, ISBN 3-907631-38-2 (deutsch, englisch).
- Edelbert Köb (Hrsg.): Museum Liner Appenzell, Gigon & Guyer. Kunsthaus Bregenz, Hatje Cantz, Ostfildern 2000, ISBN 3-7757-1010-8.
- Christoph J. Bürkle (Hrsg.): Gigon Guyer Architekten. Arbeiten 1989–2000. Niggli Verlag, Sulgen 2000, ISBN 3-7212-0344-5.
- El Croquis. Nr. 102: Annette Gigon / Mike Guyer 1989–2000. Madrid 2000.